# Ludwig Nohl

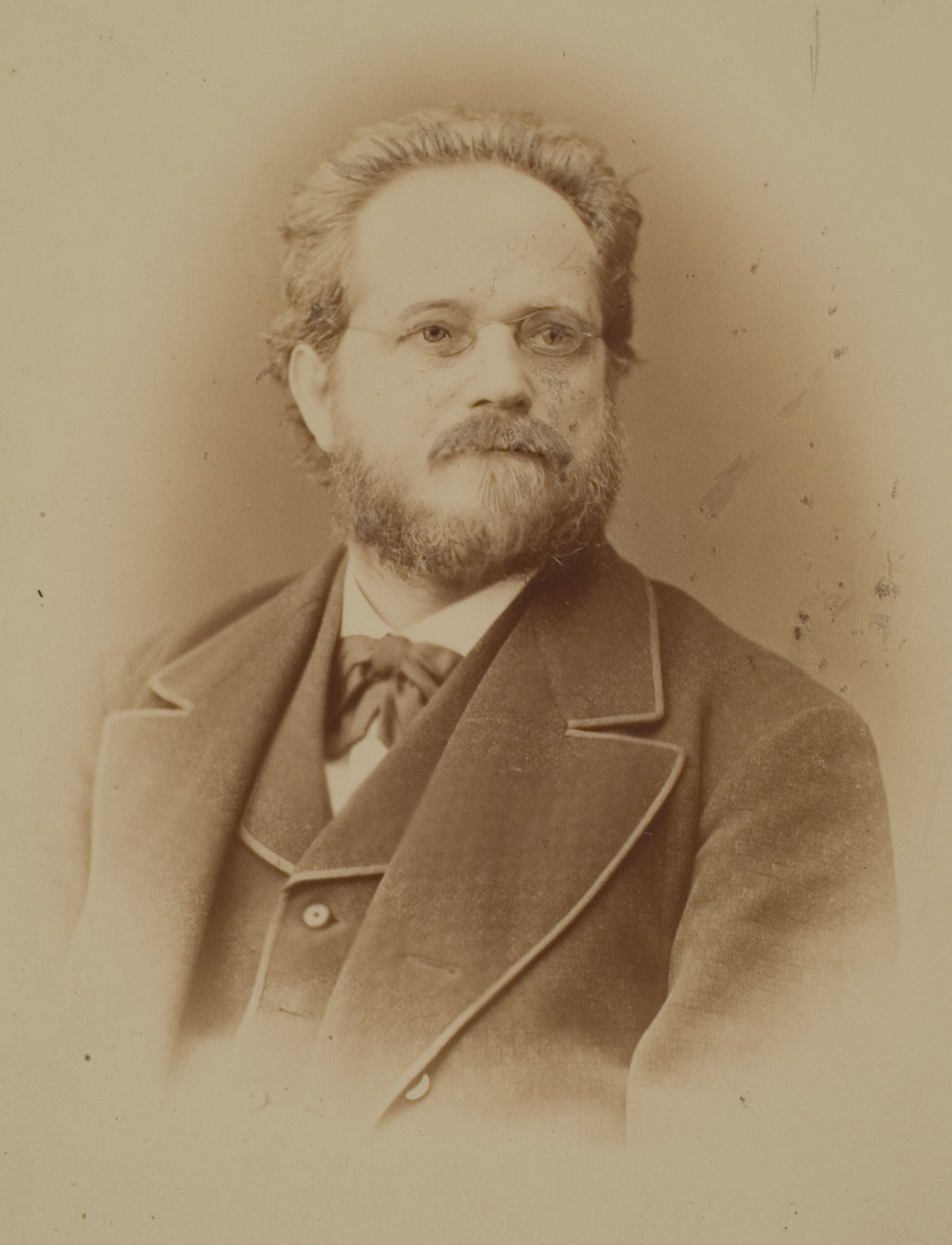
Ludwig Nohl

Ludwig Nohl (* 5. Dezember 1831 in Iserlohn; † 15. Dezember 1885 in Heidelberg) war ein deutscher Musikwissenschaftler und Musikschriftsteller.

## Leben
Nach dem Besuch des Gymnasiums in Duisburg studierte Nohl zunächst Jura an den Universitäten in Bonn, Heidelberg und Berlin, wo er daneben Musikunterricht bei Siegfried Dehn und Friedrich Kiel nahm. Während seines Studiums wurde er 1851 Mitglied der Burschenschaft Alemannia Bonn. 1853 bis 1856 war er Referendar, unternahm anschließend Reisen nach Frankreich und Italien und wurde dann Musiklehrer in Heidelberg. 1860 habilitierte er sich mit einer Arbeit über Mozart und wurde Privatdozent für „Geschichte und Ästhetik der Tonkunst“.
1864 übersiedelte Nohl nach München, suchte die Bekanntschaft von Richard Wagner – für dessen Werke er sich schriftstellerisch einsetzte – und wurde 1865 für eine Sammlung von Mozart-Briefen von König Ludwig II. mit dem Titel eines Professors an der Universität München geehrt. Nach Heinrich Carl Breidenstein in Bonn (1826) und Adolf Bernhard Marx in Berlin (1830) war die für Nohl 1865 in München geschaffene außerordentliche Professur die dritte ihrer Art überhaupt und hat daher für die Geschichte der Musikwissenschaft als universitärer Disziplin eine große Bedeutung. 1868 gab er die Stelle auf, um als freier Autor in Badenweiler zu leben. 1872 nahm er seine Lehrtätigkeit an der Universität Heidelberg wieder auf und unterrichtete dort bis zu seinem Tode Geschichte und Ästhetik der Musik. Parallel dazu wurde er 1875 Dozent am Polytechnikum in Karlsruhe und dort 1880 zum Professor ernannt. (Aus der Einrichtung ging später das Karlsruher Institut für Technologie hervor.)
1865 entdeckte er bei der „Industrielehrerin“ Babeth Bredl in München das heute verschollene Autograph von Beethovens Albumblatt „Für Elise“, das er 1867 in seinem Buch Neue Briefe Beethovens erstmals veröffentlichte.
Friedrich Nietzsche ist im Frühsommer 1888 in einer Hotelbibliothek auf Nohls Wagner-Biographie gestoßen, in der er auch selbst als Wagner-Anhänger vorkam. 1888 war Nietzsche freilich schon zum erbitterten Wagner-Feind geworden, so dass er Nohls Elaborat nur verspotten konnte. Dies hinderte ihn freilich nicht daran, Nohls Buch für seine eigene Polemik gegen Wagner auszubeuten. So benutzte er es in Der Fall Wagner.
Nohl war einer der meistgelesenen Musikschriftsteller seiner Zeit, da seine Musiker-Biographien in Reclams Universal-Bibliothek in hohen Auflagen publiziert wurden. Seine Bedeutung für die Gegenwart ist durch die teils einseitige, teils unwissenschaftliche Betrachtung der Musikgeschichte getrübt: „Nohl ist vor allem als Beethoven- und Mozartforscher in die Musikgeschichte eingegangen. Besonders die Brief- und Dokumenten-Ausgaben, aber auch die Biographien enthalten zum Teil wertvolles, jedoch unkritisch dargebotenes Material. Die Musikerbriefe sind bis in die Gegenwart hinein eine vielzitierte, jedoch überschätzte (wissenschaftlich nicht immer zuverlässige) Quelle geblieben. Einseitigem Wagnerianertum entsprang Nohls falsche Beurteilung der musikdramatischen Entwicklung vor Wagner (Gluck und Richard Wagner (1870), u. a.). Zahlreiche Übersetzungen (nicht immer der gehaltvollsten Werke) haben seinen Namen auch im Ausland bekanntgemacht“ (Richard Schaal, 1961).
Robert Eitner charakterisiert Nohls unkritische Verfallenheit an Wagner mit den Worten: „Er hatte sich durch diese Schriften und unzählige Zeitungsartikel in Fach-, Unterhaltungs- und politischen Blättern schließlich in eine wahre Berserkerwuth gegen Alles, was nicht von Wagner und Liszt herrührte, geschrieben. Jedes Thema, jeder ältere Meister, mußte nur zum Piedestal dienen, auf welches er Wagner und Liszt erhob. Er verstieg sich bis zur tollsten Verachtung alles dessen, was vor und neben Wagner componirt worden ist. Seine Verblendung ging so weit, daß er das ganze deutsche Volk schmähte und jede Gelegenheit benutzte, es verächtlich hinzustellen, nur unter dem Eindrucke, daß es Wagner und Liszt nicht hinreichend vergötterte, die er als die Einzigen erkannt wissen wollte, die zur Errettung der Kunst und der Menschheit überhaupt erstanden wären. […] Oder am andern Ort: ‚Es ist das Musikgebahren Meyerbeer’s durchweg die Art des Affen, der uns die natürlichen Bewegungen des äußeren und inneren Menschen in einer das tiefe Gefühl verletzenden Entstellung zeigt. Es ist ein erschreckendes Bild innerer Armuth‘. N. selbst bietet uns in allen diesen Dingen ein erschreckendes Bild von Absurdität. Seine Urtheile sind so gut auf der einen wie auf der anderen Seite geschraubt und lächerlich, so wenn er über die Elsa im Lohengrin sagt: ‚sie ist das Weib der Zukunft, von der wir alle die Erlösung zu erhoffen haben‘. Obwohl die Kritik unbarmherzig über N. Gericht hielt, ließ er sich doch in seinem Gebahren nicht steuern; sie schwieg ihn schließlich todt.“
Ein Teil des Nachlasses von Nohl liegt im Stadtarchiv Iserlohn.

## Bücher
- W. A. Mozart. Ein Versuch aus der Aesthetik der Tonkunst. Habilitationsschrift zur Erlangung der venia docendi bei der philosophischen Facultät der Universität Heidelberg, Heidelberg: Bangel und Schmitt, 1860
- Der Geist der Tonkunst, Frankfurt/M. 1861
- Die Zauberflöte. Betrachtungen über die Bedeutung der dramatischen Musik in der Geschichte des menschlichen Geistes, Frankfurt/M.: Sauerländer, 1862
- Mozart, Stuttgart: Bruckmann, 1863
- Inventarium des Beethoven’schen Nachlasses, soweit sich derselbe in dem Nachlasse… Anton Schindler vorgefunden hat und zur Zeit in den Händen der Frau Marie Egloff… befindet: (jetziger Besitzer dieser Sammlung Herr Nowotny…) aufgenommen im Juni 1864 in Mannheim durch Ludwig Nohl, Karlsbad 1864
- Beethovens Leben, 3 Bände, Wien 1864, Leipzig 1867 und 1877 (die erste wissenschaftliche Beethoven-Biographie)
  - Band 1, Die Jugend. 1770–92, Wien: Markgraf 1864 (Digitalisat)
  - Band 2, Das Mannesalter. 1793–1814, Leipzig: Abel 1867 (Digitalisat)
  - Band 3, Die letzten zwölf Jahre. 1815–27, Leipzig: Günther 1877 (Digitalisat)
- Briefe Beethovens, mit einem Facsimile, Stuttgart 1865
- Musikalisches Skizzenbuch, Frankfurt/M. 1866
- Neue Briefe Beethovens, Stuttgart 1867
- Musikerbriefe. Eine Sammlung Briefe von C. W. von Gluck, Ph. E. Bach, Jos. Haydn, Carl Maria von Weber und Felix Mendelssohn Bartholdy, Leipzig: Duncker und Humblot, 1867
- Mozarts Briefe, Salzburg: Taube, 1877
- Neues Skizzenbuch. Zur Kenntniß der deutschen, namentlich der Münchener Musik- und Opernzustände der Gegenwart, München: Carl Merhoff, 1869
- Neue Bilder aus dem Leben der Musik und ihrer Meister, München: Louis Finsterlin, 1870
- Beethovens Brevier. Sammlung der von ihm selbst ausgezogenen Stellen aus Dichtern und Schriftstellern alter und neuer Zeit; nebst einer Darstellung von Beethovens geistiger Entwicklung, Leipzig: Ernst Julius Günther, 1870
- Gluck und Wagner. Über die Entwicklung des Musikdramas, München: Louis Finsterlin, 1870
- Die Beethoven-Feier und die Kunst der Gegenwart. Eine Erinnerungsgabe, Wien: Wilhelm Braumüller, 1871
- Beethoven, Liszt, Wagner. Ein Bild der Kunstbewegung unseres Jahrhunderts, Wien: Wilhelm Braumüller, 1874
- Eine stille Liebe zu Beethoven. Nach dem Tagebuche einer jungen Dame, Leipzig: Ernst Julius Günther, 1875
- Musik und Musikgeschichte. Ansprache zur Eröffnung seiner Lehrtätigkeit an der Großherzoglichen Polytechnischen Schule in Karlsruhe am 17. November 1875, gehalten von Ludwig Nohl, Karlsruhe: Müller, 1876
- Unsere geistige Bildung, Leipzig: Schlömp, 1877
- Mozart's Leben. Für die Gebildeten aller Stände erzählt, 2. Aufl., Leipzig: Günther, 1877
- Beethoven, nach den Schilderungen seiner Zeitgenossen, Stuttgart: J. G. Cotta, 1877
- Mozart nach den Schilderungen seiner Zeitgenossen, Leipzig: Thiel, 1880
- Allgemeine Musikgeschichte, populär dargest., Leipzig: Reclam, 1881
- Mosaik. Für Musikalisch-Gebildete, Leipzig: Gebrüder Senf, 1882
- Haydns Leben, 1882
- Richard Wagner's Bedeutung für die nationale Kunst, Wien: Prochaska, 1883
- Spohr, Leipzig: Reclam, 1884 (= Musiker-Biographien, Band 7)
- Das moderne Musikdrama. Für gebildete Laien, 1884
- Die geschichtliche Entwickelung der Kammermusik und ihre Bedeutung für den Musiker, Braunschweig: Vieweg, 1885

## Aufsätze
- Beethoven's Tod, in: Westermann's illustrirte deutsche Monatshefte, Band 18 (1864/65), S. 620–650 (Digitalisat)
- Ungedruckte Briefe Beethoven's, in: Westermann's illustrirte deutsche Monatshefte, Band 19 (1865), S. 306–313 (Digitalisat)
- Ein Gebet Beethovens. Neue Mittheilungen aus seinem späteren Leben, in: Die Grenzboten, Jg. 2 (1873), S. 42–120
- Die Fischhofsche Handschrift. Ein Beitrag zu Beethoven’s Leben, in: Im neuen Reich, Jg. 9 (1879), S. 313–330
- Drei Freunde Beethoven's. Über Beethovens Beziehung zu Ignaz v. Gleichenstein, Stephan v. Breuning und Johann Malfatti, in: Allgemeine Deutsche Musikzeitung, Jg. 6 (1879), S. 305–308, 313–315, 321–323, 329–331 und 337–339
- Beethovens letzte Liebe, in: Der Salon für Literatur, Kunst und Gesellschaft, Band 1 (1880), S. 537–545 (Digitalisat)